# Антон Ронахер
Антон Ронахер (Делах у Гаилталу, 17. јануар 1841 — Беч, 24 јун 1892) био је аустријски позоришни предузетник. Основао је Позориште Ронахер у Бечу, које и данас носи његово име.

## Живот и дело
Антон Ронахер је био дете сиромашних сељака. После незавршеног војног рока, Ронахер је куповао и продавао гостионице, локале и хотеле у разним градовима Дунавске монархије. Од 1877. претворио је Трећу кафану у Пратеру у успешан забавни објекат са летњим позориштем. Коначно, 1886. откупио је рушевине Бечког градског позоришта, које је изгорело 1884. године и преуредио га је у естрадно позориште са рестораном. Ново позориште је имало велику плесну дворану, хотел и зимски врт. Од 1890. све више уметника се појављује на овој сцени и раскошне представе су одушевљавале публику. Ипак, Ронахер је имао финансијске потешкоће па је његову компанију морао да откупи британски конзорцијум. Антон Ронахер је сахрањен у почасном гробу (43Е-1-26) на Средишњем бечком гробљу. 
Његов брат Јакоб Ронахер је основао Кафе Шперл у Бечу.